# Sofía Adelaida de Baviera
Sofía Adelaida en Baviera (22 de febrero de 1875 en Possenhofen, † 4 de septiembre de 1957 en Seefeld) fue una duquesa bávara.

## Biografía

### Origen
Sofía Adelaida fue la primera hija del duque Carlos Teodoro en Baviera y su segunda esposa, María José de Braganza, infanta de Portugal. Su tía paterna fue la emperatriz Isabel de Austria, "Sisi". Ella era la hermana de la reina Isabel de Bélgica, esposa de Alberto I y María Gabriela, la esposa del último príncipe heredero bávaro Ruperto. Fue nombrada en honor a la primera esposa de su padre, la princesa Sofía de Sajonia. Su media hermana Amalia nació de este matrimonio. También tenía dos hermanos menores, Luis Guillermo y Francisco José.

### Juventud y matrimonio

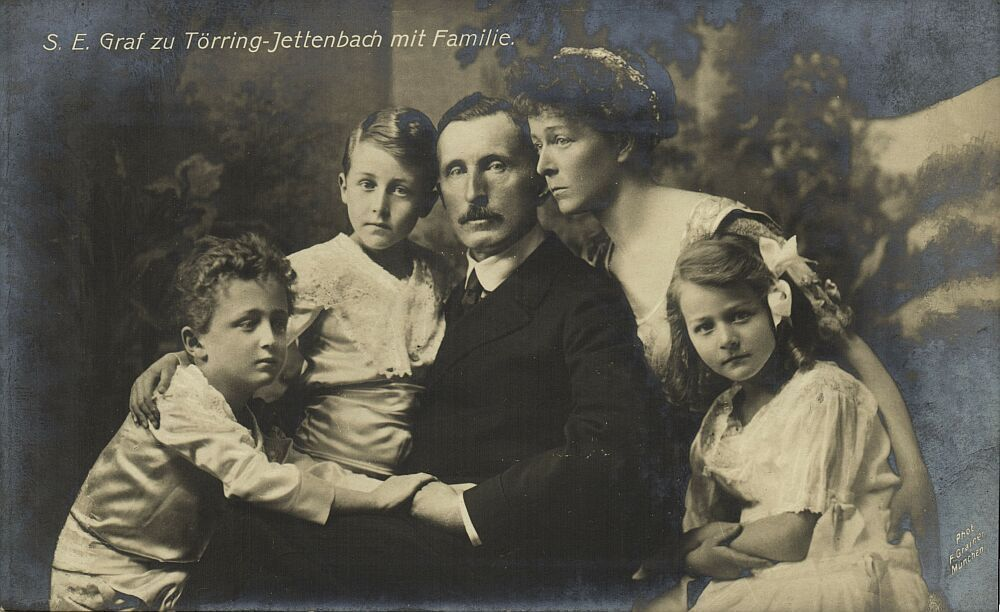
Sofía Adelaida con su esposo e hijos Hans Heribert, Carlos Teodoro y Antonia, alrededor de 1910

Sofía creció con sus hermanos y hermanas, principalmente en el castillo de Possenhofen, junto al lago Starnberg. Recibió una educación propia de una princesa de la época, que incluía lenguas extranjeras, ciencias naturales, matemáticas, geografía e historia. Su padre, que ejercía como oftalmólogo, también promovió sus habilidades musicales y artísticas. La madre María José dio gran importancia a la religiosidad en la educación de sus hijas y trató de transmitir un fuerte sentido de la responsabilidad y respeto por las tradiciones y la religión.
El 26 de julio de 1898, se casó con el conde Hans Veit de Toerring-Jettenbach (Augsburgo, 7 de abril de 1862 - Munich, 29 de octubre de 1929), jefe de la mediatizada casa de Töerring-Jettenbach, hijo del conde Clemente de Toerring-Jettenbach-Gutenzell, y su esposa Francisca, nacida condesa von Paumgarten, en una gran boda en el castillo de Seefeld. La pareja tuvo dos hijos y una hija, nueve nietos, trece bisnietos y dieciocho tataranietos:
- Conde Carlos Teodoro de Toerring-Jettenbach (22 de septiembre de 1900 - 14 de mayo de 1967) se casó con la princesa Isabel de Grecia y Dinamarca el 10 de enero de 1934. Tuvieron dos hijos, seis nietos y dieciséis bisnietos.
- Condesa María José Antonia de Toerring-Jettenbach (16 de junio de 1902 - 18 de junio de 1988) se casó con Antonio Woerner el 9 de abril de 1927. Tuvieron dos hijas, dos nietas y dos bisnietos:
  - Eleonore Woerner (1927-2005) se casó con Germanus Lins en 1955. Tuvieron dos hijas y tres nietos.
    - Elena Lins (1956) se casó con el príncipe Krafft Ernesto de Oettingen-Oettingen y Oettingen-Wallerstein en 1981.
      - Príncipe Felipe Carlos de Oettingen-Oettingen y Oettingen-Wallerstein (1983)
      - Príncipe Leopoldo Luis de Oettingen-Oettingen y Oettingen-Wallerstein (1987)

    - María Lins (1959) se casó con Paulo Amorim y luego se divorciaron. Tiene un hijo fuera del matrimonio:
      - Tassilo Lins (1994)

  - Marita Antonia Woerner (1930)
- Conde Hans Heribert de Toerring-Jettenbach (25 de diciembre de 1903 - 16 de marzo de 1977) se casó con Victoria Lindpaintner el 19 de octubre de 1938 y se divorciaron el 23 de octubre de 1947. Se volvió a casar con la condesa María Immaculada de Bassenheim (hija de la archiduquesa María Alicia de Austria) el 10 de diciembre de 1947. Tuvieron cinco hijos y cinco nietos.

Sofía Adelaida sobrevivió a su esposo, quien murió en 1929, a los 67 años, ella murió el 4 de septiembre de 1957 a la edad de 82 años en el castillo de Seefeld, en Baviera.